# 霊山県 (河北省)
霊山県（れいざん-けん）は中華人民共和国河北省にかつて存在した県。現在の石家荘市元氏県北西部に相当する。
596年（開皇16年）、隋朝により元氏県より分割設置された。大業初年に廃止されたが、義寧初年に再設置されている。627年（貞観元年）、唐朝により廃止され、管轄区域は元氏県に統合された。